# Liste des routes d'État au Missouri
Les routes d'état du Missouri sont la responsabilité du Missouri Department of Transportation (MODOT).

## Liste des routes d'État
| Numéro          | Longueur (mi) | Longueur (km) | Terminus sud / ouest                                                                | Terminus nord / est                                                                              | Créée | Notes                                                                                 |
| --------------- | ------------- | ------------- | ----------------------------------------------------------------------------------- | ------------------------------------------------------------------------------------------------ | ----- | ------------------------------------------------------------------------------------- |
| Route 1         | 7,25          | 11,67         | Route 210 à North Kansas City                                                       | Route 152 à Kansas City                                                                          | 1922  |                                                                                       |
| Route 2         | 69,48         | 111,81        | K-68 à la frontière du Kansas près de West Line                                     | Route 52 à Windsor                                                                               | 1926  |                                                                                       |
| Route 3         | 73,74         | 118.670       | Route 5 / Route 240 près de Fayette                                                 | Route 11 près de Kirksville                                                                      | 1926  |                                                                                       |
| Route 5         | 352,83        | 567,83        | AR 5 à la frontière de l'Arkansas près de Gainesville                               | Iowa 5 à la frontière de l'Iowa près d'Unionville                                                | 1922  |                                                                                       |
| Route 6         | 208,55        | 335,63        | I-29 BL / US 169 à Saint Joseph                                                     | US 24 / US 61 près de Taylor                                                                     | 1922  |                                                                                       |
| Route 7         | 186,48        | 300,10        | I-44 près de Laquey                                                                 | US 24 près d'Independence                                                                        | 1926  |                                                                                       |
| Route 8         | 72,06         | 115,97        | I-44 / Route 8 à St. James                                                          | US 67 à Desloge                                                                                  | 1926  |                                                                                       |
| Route 9         | 14,27         | 22,97         | I-35 / I-70 / US 24 / US 40 à Kansas City                                           | I-29 / US 71 à Kansas City                                                                       | 1934  |                                                                                       |
| Route 10        | 47,78         | 76,89         | US 69 à Excelsior Springs                                                           | US 24 / US 65 près de Carrollton                                                                 | 1922  |                                                                                       |
| Route 11        | 100.176       | 161.218       | US 24 near Brunswick                                                                | Route 15 near Baring                                                                             | 1929  |                                                                                       |
| Route 12        | 3,79          | 6,10          | I-435 à Kansas City                                                                 | Spring Street à Independence                                                                     | 1950  |                                                                                       |
| Route 13        | 290,61        | 467,69        | AR 21 à la frontière de l'Arkansas à Blue Eye                                       | US 69 / US 136 à Bethany                                                                         | 1922  |                                                                                       |
| Route 14        | 119,93        | 193,01        | US 60 à Marionville                                                                 | US 63 près de West Plains                                                                        | 1926  |                                                                                       |
| Route 15        | 121,25        | 195,13        | US 54 à Mexico                                                                      | CR V56 à la frontière de l'Iowa près de Milton, IA                                               | 1922  |                                                                                       |
| Route 16        | 16,71         | 26,89         | Route 6 près de Lewistown                                                           | US 61 Bus. à Canton                                                                              | 1941  |                                                                                       |
| Route 17        | 186,87        | 300,74        | AR 395 à la frontière de l'Arkansas près de Lanton                                  | US 54 près d'Eldon                                                                               | 1922  |                                                                                       |
| Route 18        | 56,05         | 90,21         | CR 259 à la frontière du Kansas à Drexel                                            | Route 7 / Route 13 / Route 52 à Clinton                                                          | —     |                                                                                       |
| Route 19        | 264,91        | 426,33        | US 63 à Thayer                                                                      | US 61 près de New London                                                                         | 1922  |                                                                                       |
| Route 20        | 31,61         | 50,87         | Route 13 près de Higginsville                                                       | US 65 Bus. à Marshall                                                                            | 1922  |                                                                                       |
| Route 21        | 194,13        | 312,42        | AR 115 à la frontière de l'Arkansas près de Poynor                                  | Route 30 à Affton                                                                                | 1922  |                                                                                       |
| Route 22        | 28,80         | 46,34         | US 63 près de Clark                                                                 | US 54 / Route 15 près de Mexico                                                                  | 1922  |                                                                                       |
| Route 23        | 49,88         | 80,27         | Route 2 près de Windsor                                                             | US 24 près de Waverly                                                                            | —     |                                                                                       |
| Route 25        | 91,18         | 146,74        | US 412 / Route 84 à Kennett                                                         | I-55 BL / US 61 / Route 34 / Route 72 à Jackson                                                  | 1922  |                                                                                       |
| Route 27        | 7,39          | 11,89         | US 61 près de Wayland                                                               | Iowa 27 à la frontière de l'Iowa à St. Francisville                                              | 2004  | Avenue of the Saints                                                                  |
| Route 28        | 71,27         | 114,69        | I-44 près de St. Robert                                                             | US 50 à Rosebud                                                                                  | 1922  |                                                                                       |
| Route 30        | 52,72         | 84,84         | I-44 à Saint Clair                                                                  | I-44 / I-55 à Saint-Louis                                                                        | 1922  |                                                                                       |
| Route 31        | 26,85         | 43,21         | US 169 près de Gower                                                                | US 169 près d'Union Star                                                                         | 1922  |                                                                                       |
| Route 32        | 282,84        | 455,18        | US 54 à El Dorado Springs                                                           | Fourth Street à Sainte-Genevieve                                                                 | 1922  |                                                                                       |
| Route 33        | 54,98         | 88,48         | Route 291 à Liberty                                                                 | Route 6 à Maysville                                                                              | 1922  |                                                                                       |
| Route 34        | 103,38        | 166,37        | US 60 / Route 21 près de Van Buren                                                  | Route 72 près de Jackson                                                                         | 1922  |                                                                                       |
| Route 37        | 78,68         | 126,63        | AR 37 à la frontière de l'Arkansas à Seligman                                       | US 160 / Route 126 à Golden City                                                                 | 1922  |                                                                                       |
| Route 38        | 80,56         | 129,65        | US 65 près de Buffalo                                                               | Route 17 près de Houston                                                                         | 1940  |                                                                                       |
| Route 39        | 111,25        | 179,04        | AR 221 à la frontière de l'Arkansas à Carr Lane                                     | US 54 à Cedar Springs                                                                            | 1922  |                                                                                       |
| Route 41        | 45,98         | 74,00         | I-70 / US 40 / Route 135 près de Boonville                                          | US 24 près de Brunswick                                                                          | 1922  |                                                                                       |
| Route 42        | 60,41         | 97,22         | US 54 à Osage Beach                                                                 | Route 28 près de Belle                                                                           | —     |                                                                                       |
| Route 43        | 98,37         | 158,31        | SH-20 / AR 43 au tripoint de l'Oklahoma, l'Arkansas et le Missouri à Southwest City | US 54 près de Nevada                                                                             | —     |                                                                                       |
| Route 45        | 36,92         | 59,42         | I-29 / US 71 à Kansas City                                                          | US 59 / Route 273 à Lewis and Clark Village                                                      | —     |                                                                                       |
| Route 46        | 86,00         | 138,00        | US 59 près de Fairfax                                                               | US 69 près d'Eagleville                                                                          | 1922  |                                                                                       |
| Route 47        | 117,00        | 188,00        | US 67 à Bonne Terre                                                                 | Route 79 à Winfield                                                                              | 1922  |                                                                                       |
| Route 48        | 20,13         | 32,39         | US 71 près de Savannah                                                              | US 169 à King City                                                                               | 1922  |                                                                                       |
| Route 49        | 120,00        | 190,00        | US 67 près de Poplar Bluff                                                          | Route 19 à Cherryville                                                                           | 1922  |                                                                                       |
| Route 51        | 116,00        | 187,00        | AR 139 à la frontière de l'Arkansas à Fagus                                         | IL 150 à la frontière de l'Illinois à Chester, IL                                                | 1922  |                                                                                       |
| Route 52        | 173,00        | 278,00        | K-52 à la frontière du Kansas à Amoret                                              | Route 133 près de St. Elizabeth                                                                  | 1926  |                                                                                       |
| Route 53        | 33,00         | 53,00         | Route 25 à Holcomb                                                                  | US 160 / US 67 Bus. à Poplar Bluff                                                               | 1922  |                                                                                       |
| Route 58        | 50,00         | 80,00         | Route D près de Belton                                                              | US 50 près de Warrensburg                                                                        | 1922  |                                                                                       |
| Route 59        | 45,00         | 72,00         | AR 59 à la frontière de l'Arkansas près de Noel                                     | I-44 / I-49 / US 71 à Fidelity                                                                   | —     |                                                                                       |
| Route 64        | 51.290        | 82.543        | Route 254 près de Hermitage                                                         | Route 5 à Lebanon                                                                                | 1922  |                                                                                       |
| Route 66        | 14.239        | 22.915        | K-66 à la frontière du Kansas près de Joplin                                        | I-44 / I-49 près de Duenweg                                                                      | —     | Partie de la US 66                                                                    |
| Route 68        | 37,00         | 60,00         | US 63 près de Rolla                                                                 | Route 19 à Salem                                                                                 | —     |                                                                                       |
| Route 72        | 157,00        | 253,00        | I-44 BL à Rolla                                                                     | I-55 BL / US 61 / Route 25 à Jackson                                                             | 1922  |                                                                                       |
| Route 73        | 20,03         | 32,24         | US 65 à Buffalo                                                                     | US 54 près de Macks Creek                                                                        | 1933  |                                                                                       |
| Route 74        | 9,00          | 14,00         | Route 25 à Dutchtown                                                                | IL 146 à la frontière de l'Illinois à Cap Girardeau                                              | 1922  |                                                                                       |
| Route 75        | 5,57          | 8,96          | Route 80 près d'East Prairie                                                        | Route 105 près d'Anniston                                                                        | 1968  |                                                                                       |
| Route 76        | 189,00        | 304,00        | E 240 Road à la frontière de l'Oklahoma à Tiff City                                 | US 60 / US 63 / Route 137 à Willow Springs                                                       | 1922  |                                                                                       |
| Route 77        | 65,00         | 105,00        | KY 1354 via le traversier entre Dorena et Hickman                                   | Route 25 près de Dutchtown                                                                       | —     |                                                                                       |
| Route 78        | 12,00         | 19,00         | I-435 à Kansas City                                                                 | Route 7 près d'Independence                                                                      | —     |                                                                                       |
| Route 79        | 86,00         | 138,00        | I-70 à Saint Peters                                                                 | I-72 / US 36 / Route 110 à Hannibal                                                              | —     |                                                                                       |
| Route 80        | 27,30         | 43,94         | US 61 / US 62 près de Sikeston                                                      | Cul-de-sac au fleuve Mississippi à Belmont                                                       | —     | Se terminait au traversier entre Belmont et Columbus, KY mais il est maintenant fermé |
| Route 81        | 40,95         | 65,91         | Route 16 près de Canton                                                             | Iowa 81 à la frontière de l'Iowa près de Farmington, IA                                          | —     |                                                                                       |
| Route 82        | 39,00         | 63,00         | US 54 à El Dorado Springs                                                           | Route 83 près d'Osceola                                                                          | —     |                                                                                       |
| Route 83        | 55,00         | 89,00         | Route 13 à Bolivar                                                                  | US 65 / Route 7 à Warsaw                                                                         | 1929  |                                                                                       |
| Route 84        | 30,22         | 48,63         | AR 90 à la frontière de l'Arkansas près de Kennett                                  | I-155 / US 412 à Caruthersville                                                                  | 1922  |                                                                                       |
| Route 85        | 3.,14         | 5,49          | Route A à Evona                                                                     | US 136 à Albany                                                                                  | 1929  |                                                                                       |
| Route 86        | 110,32        | 177,55        | I-44 / Route 43 à Joplin                                                            | US 65 à Ridgedale                                                                                | 1922  |                                                                                       |
| Route 87        | 77,00         | 124,00        | US 54 à Eldon                                                                       | Route 5 / Route 240 à Glasgow                                                                    | 1929  |                                                                                       |
| Route 88        | 6,85          | 11,02         | US 60 / US 160 à Springfield                                                        | I-44 BL / US 65 Bus. à Springfield                                                               | —     |                                                                                       |
| Route 89        | 38,74         | 62,34         | Route 28 à Belle                                                                    | Route 100 à Chamois                                                                              | 1929  |                                                                                       |
| Route 90        | 46,56         | 74,93         | Route 43 près de Southwest City                                                     | Route 37 à Washburn                                                                              | 1922  |                                                                                       |
| Route 91        | 28,77         | 46,29         | US 61 à Morley                                                                      | Route 51 à Advance                                                                               | 1929  |                                                                                       |
| Route 92        | 39,59         | 63,72         | K-92 à la frontière du Kansas à Leavenworth, KS                                     | US 69 à Excelsior Springs                                                                        | 1922  |                                                                                       |
| Route 94        | 136,30        | 219,35        | US 54 / US 63 à Jefferson City                                                      | US 67 à West Alton                                                                               | 1922  |                                                                                       |
| Route 95        | 93,05         | 149,75        | US 160 à Lutie                                                                      | Route 32 à Lynchburg                                                                             | 1929  |                                                                                       |
| Route 96        | 52,00         | 84,00         | Route 171 près de Carl Junction                                                     | I-44 près de Halltown                                                                            | 1941  | Partie de la US 66                                                                    |
| Route 97        | 74,00         | 119,00        | Route 86 près de Wheaton                                                            | Route 32 près d'El Dorado Springs                                                                | 1929  |                                                                                       |
| Route 98        | 8,38          | 13,48         | Route 87 à Boonville                                                                | Cumberland Church Road à Overton                                                                 | 1922  |                                                                                       |
| Route 99        | 18,30         | 29,50         | US 160 près de West Plains                                                          | US 60 à Birch Tree                                                                               |       |                                                                                       |
| Route 100       | 121,14        | 194,96        | US 50 à Linn                                                                        | 3rd Street à Saint-Louis                                                                         | 1929  |                                                                                       |
| Route 101       | 11,63         | 18,71         | AR 101 à la frontière de l'Arkansas près de Bakersfield                             | US 160 à Caulfield                                                                               | 1941  |                                                                                       |
| Route 102       | 17,35         | 27,92         | Route 105 près d'East Prairie                                                       | Route 77 à Dorena                                                                                | —     |                                                                                       |
| Route 103       | 3,83          | 6,17          | Route Z à Big Spring Historic District                                              | US 60 près de Van Buren                                                                          | 1929  |                                                                                       |
| Route 104       | 3,21          | 5,16          | Route 21 dans le Parc d'état de Washington                                          | Route 21 dans le Parc d'état de Washington                                                       | —     |                                                                                       |
| Route 105       | 10.534        | 16.953        | Route 80 à East Prairie                                                             | I-57 BL / US 62 / Route 77 à Charleston                                                          | 1929  |                                                                                       |
| Route 106       | 48,00         | 77,00         | Route 17 à Summersville                                                             | Route 21 à Ellington                                                                             | 1929  |                                                                                       |
| Route 107       | 8,79          | 14,15         | Route 154 dans le Parc d'état de Mark Twain                                         | US 24 près de Monroe City                                                                        | 1929  |                                                                                       |
| Route 108       | 5,71          | 9,19          | AR 77 à la frontière de l'Arkansas à Arkmo                                          | US 412 près d'Arbyrd                                                                             | 1929  |                                                                                       |
| Route 109       | 13,13         | 21,13         | Route W / Route FF à Jefferson County                                               | Route CC à Chesterfield                                                                          | —     |                                                                                       |
| Route 110 (CKC) | 199,56        | 321,16        | I-35 / I-435 à Claycomo                                                             | I-72 / US 36 / IL 110 à la frontière de l'Illinois à Hannibal                                    | 2012  | Chicago–Kansas City Expressway                                                        |
| Route 110       | 6,39          | 10,28         | Route 21 près de De Soto                                                            | US 67 près de De Soto                                                                            | 1929  |                                                                                       |
| Route 111       | 46,11         | 74,20         | US 59 à Oregon                                                                      | US 136 à Rock Port                                                                               | —     |                                                                                       |
| Route 112       | 17,52         | 28,19         | Route 37 à Seligman                                                                 | Route 37 / Route 76 / Route 86 à Cassville                                                       | 1929  |                                                                                       |
| Route 113       | 26,00         | 42,00         | US 59 près de Mound City                                                            | US 136 à Burlington Junction                                                                     | 1929  |                                                                                       |
| Route 114       | 21,00         | 34,00         | Route 25 à Dexter                                                                   | US 61 / US 62 / US 60 Bus. à Sikeston                                                            | —     |                                                                                       |
| Route 115       | 10,26         | 16,50         | I-70 à Berkeley                                                                     | I-70 à Saint-Louis                                                                               | —     |                                                                                       |
| Route 116       | 68,00         | 109,00        | US 59 à Rushville                                                                   | Route A à Braymer                                                                                | 1929  |                                                                                       |
| Route 117       | 0,26          | 0,48          | Fin de la maintenance d'état à la Indian Trail Conversation Area                    | Route 19 près de Salem                                                                           | 1929  |                                                                                       |
| Route 118       | 6,80          | 10,95         | Route 111 près de Bigelow                                                           | US 59 à Mound City                                                                               | —     |                                                                                       |
| Route 119       | 10,00         | 16,00         | Entrée du Parc d'état de Montauk                                                    | Route 32 à Salem                                                                                 | 1929  |                                                                                       |
| Route 120       | 3,13          | 5,04          | US 59 près d'Oregon                                                                 | Route B près de New Point                                                                        | 1929  |                                                                                       |
| Route 121       | 1,26          | 2,03          | US 69 près de Cameron                                                               | Route HH dans le Parc d'état de Wallace                                                          | —     |                                                                                       |
| Route 122       | 4,94          | 7,94          | VM Pinnacle Drive dans le Parc d'état de Van Meter                                  | Route 41 près de Marshall                                                                        | —     |                                                                                       |
| Route 123       | 45,89         | 73,85         | US 160 à Willard                                                                    | US 54 à Weaubleau                                                                                | —     |                                                                                       |
| Route 124       | 36,00         | 58,00         | Route 240 près de Fayette                                                           | Route 22 / Route 151 à Centralia                                                                 | —     |                                                                                       |
| Route 125       | 78,00         | 126,00        | AR 125 à la frontière de l'Arkansas près de Protem                                  | US 65 à Fair Grove                                                                               | —     |                                                                                       |
| Route 126       | 29,23         | 47,04         | K-126 à la frontière du Kansas près de Pittsburg, KS                                | US 160 / Route 37 à Golden City                                                                  | 1942  |                                                                                       |
| Route 127       | 51,00         | 82,00         | Route 52 près de Sedalia                                                            | US 65 près de Malta Bend                                                                         | —     |                                                                                       |
| Route 128       | 1.215         | 1.955         | Route 146 près de Trenton                                                           | Parc d'état de Crowder                                                                           | —     |                                                                                       |
| Route 129       | 116,00        | 187,00        | Route 3 à Roanoke                                                                   | CR T20 à la frontière de l'Iowa près de Mendota                                                  | —     |                                                                                       |
| Route 130       | 6,20          | 9,98          | Route 139 à Laclede                                                                 | US 36 / Route 139 près de Laclede                                                                | —     |                                                                                       |
| Route 131       | 38,00         | 61,00         | Route 2 près de Medford                                                             | Route 224 à Wellington                                                                           | —     |                                                                                       |
| Route 133       | 67,00         | 108,00        | I-44 près de Waynesville                                                            | US 63 près de Westphalia                                                                         | —     |                                                                                       |
| Route 134       | 5,07          | 8,16          | Entrée du Parc d'état de Lake of the Ozarks                                         | Route 42 près d'Osage Beach                                                                      | —     |                                                                                       |
| Route 135       | 70,00         | 110,00        | Route 5 près de Sunrise Beach                                                       | I-70 / US 40 / Route 41 près de Boonville                                                        | —     |                                                                                       |
| Route 137       | 44,00         | 71,00         | US 60 / US 63 / Route 76 à Willow Springs                                           | Route 32 à Licking                                                                               | —     |                                                                                       |
| Route 138       | 1,11          | 1,79          | Lakeshore Drive dans le Parc d'état de Lewis and Clark                              | Route 45 / Route 273 près d'Iatan                                                                | —     |                                                                                       |
| Route 139       | 107,00        | 172,00        | US 24 près de Carrollton                                                            | CR S40 à la frontière de l'Iowa près de Powersville                                              | —     |                                                                                       |
| Route 141       | 30,90         | 49,73         | US 61 / US 67 à Arnold                                                              | Route 370 à Bridgeton                                                                            | —     |                                                                                       |
| Route 142       | 130,00        | 210,00        | Route 101 à Bakersfield                                                             | Route 53 à Poplar Bluff                                                                          | —     |                                                                                       |
| Route 143       | 17.507        | 28.175        | Route 34 près de Patterson                                                          | Route 49 à Des Arc                                                                               | —     |                                                                                       |
| Route 144       | 2.956         | 4.757         | Route 32 à Millers                                                                  | Bauer Road / Park Drive dans le Parc d'état de Hawn                                              | —     |                                                                                       |
| Route 145       | 3,15          | 5,07          | US 136 près de Princeton                                                            | Route B près de Princeton                                                                        | —     |                                                                                       |
| Route 146       | 28,00         | 45,00         | US 136 près de Princeton                                                            | Route B près de Princeton                                                                        | —     |                                                                                       |
| Route 147       | 2,33          | 3,76          | US 136 près de Bethany                                                              | Route 6 près de Trenton                                                                          | —     |                                                                                       |
| Route 148       | 14,38         | 23,14         | US 71 / US 136 près de Maryville                                                    | Iowa 148 à la frontière de l'Iowa près de Hopkins                                                | —     |                                                                                       |
| Route 149       | 84,00         | 135,00        | US 36 / Route 110 (CKC) près de New Cambria                                         | CR T30 à la frontière de l'Iowa près de Livonia                                                  | —     |                                                                                       |
| Route 150       | 25,67         | 41,31         | State Line Road à la frontière du Kansas à Kansas City                              | US 50 à Lone Jack                                                                                | —     |                                                                                       |
| Route 151       | 67,00         | 108,00        | Route 22 / Route 124 à Centralia                                                    | Route 15 / Route 156 près d'Edina                                                                | —     |                                                                                       |
| Route 152       | 16.875        | 27.158        | I-435 / Route N à Parkville                                                         | Route 291 à Liberty                                                                              | —     |                                                                                       |
| Route 153       | 45,00         | 72,00         | Route 25 à White Oak                                                                | US 60 près de Dexter                                                                             | —     |                                                                                       |
| Route 154       | 36,00         | 58,00         | US 24 près de Paris                                                                 | US 54 près de Vandalia                                                                           | —     |                                                                                       |
| Route 156       | 58,00         | 93,00         | Route 149 près de Kirksville                                                        | Route 6 à Ewing                                                                                  | —     |                                                                                       |
| Route 157       | 2,72          | 4,38          | Beach Trail dans le Parc d'état de Thousand Hills                                   | Route 6 près de Kirksville                                                                       | —     |                                                                                       |
| Route 158       | 5,37          | 8,64          | Future I-57 / US 67 / US 160 près de Poplar Bluff                                   | Route 142 près de Poplar Bluff                                                                   | —     |                                                                                       |
| Route 161       | 42,30         | 68,07         | I-70 / US 40 à Danville                                                             | US 61 à Bowling Green                                                                            | —     |                                                                                       |
| Route 162       | 29,77         | 47,91         | Route 25 à Clarkton                                                                 | Cul-de-sac au fleuve Mississippi près de Portageville                                            | 1956  |                                                                                       |
| Route 163       | 14,32         | 23,05         | US 63 / Route H près de Columbia                                                    | I-70 / US 40 à Columbia                                                                          | —     |                                                                                       |
| Route 164       | 38,71         | 62,30         | US 412 / Route F à Cardwell                                                         | CRD 553 / Ferry Landing Road près du fleuve Mississippi                                          | 1956  |                                                                                       |
| Route 165       | 12,40         | 20,00         | Route 265 près de Hollister                                                         | Blue Route à Branson                                                                             | —     |                                                                                       |
| Route 168       | 43,00         | 69,00         | Route 15 / Route K à Shelbyville                                                    | US 61 / Route W à Hannibal                                                                       | 1956  |                                                                                       |
| Route 171       | 26,00         | 42,00         | I-49 / US 71 / Route 96 / Route 571 à Carthage                                      | K-171 à la frontière du Kansas près d'Asbury                                                     | —     |                                                                                       |
| Route 172       | 8,97          | 14,44         | US 67 dans la Forêt nationale Mark Twain                                            | Fin de la maintenance de l'état dans le Parc d'état de Lake Wappapello                           | —     |                                                                                       |
| Route 173       | 9,26          | 14,90         | Route 76 à Cape Fair                                                                | Route 265 / Route 413 à Elsey                                                                    | —     |                                                                                       |
| Route 174       | 20,00         | 32,00         | Route 39 à Mount Vernon                                                             | US 60 / Route 413 à Republic                                                                     | —     |                                                                                       |
| Route 175       | 6,50          | 10,46         | I-49 BL / Route 86 à Neosho                                                         | I-49 / US 71 à Tipton Ford                                                                       | —     |                                                                                       |
| Route 176       | 32,00         | 51,00         | Route 248 / Route 265 / Route 413 à Galena                                          | US 160 près de Forsyth                                                                           | —     |                                                                                       |
| Route 177       | 23,49         | 37,80         | Route 74 à Cap Girardeau                                                            | US 61 à Fruitland                                                                                | —     |                                                                                       |
| Route 179       | 43,00         | 69,00         | US 54 / Route B à Jefferson City                                                    | Route 98 près de Boonville                                                                       | —     |                                                                                       |
| Route 180       | 13,90         | 22,36         | Pennridge Drive à Bridgeton                                                         | Page Boulevard / Route D à Saint-Louis                                                           | —     |                                                                                       |
| Route 181       | 55,00         | 89,00         | US 160 à Gainesville                                                                | US 60 Bus. à Cabool                                                                              | —     |                                                                                       |
| Route 185       | 65,00         | 105,00        | Route 8 à Potosi                                                                    | Route 100 près de Campbellton                                                                    | —     |                                                                                       |
| Route 187       | 2,22          | 3,57          | CR-328 à Boone's Lick State Historic Site                                           | Route 87 près de Boonesboro                                                                      | —     |                                                                                       |
| Route 190       | 36,00         | 58,00         | Route 146 près de Trenton                                                           | US 65 près de Chillicothe                                                                        | —     |                                                                                       |
| Route 202       | 8,55          | 13,75         | US 63 / US 136 à Lancaster                                                          | Iowa 202 à la frontière de l'Iowa à Coatsville                                                   | —     |                                                                                       |
| Route 210       | 33,64         | 54,14         | I-29 / I-35 / US 71 à North Kansas City                                             | Route 10 près de Richmond                                                                        | —     |                                                                                       |
| Route 213       | 6,94          | 11,17         | Route 20 à Higginsville                                                             | US 24 près de Lexington                                                                          | —     |                                                                                       |
| Route 215       | 49,71         | 80,00         | US 65 près de Buffalo                                                               | Route 39 près de Stockton                                                                        | —     |                                                                                       |
| Route 221       | 16.317        | 26.260        | Route 21 près de Pilot Knob                                                         | US 67 près de Farmington                                                                         | —     |                                                                                       |
| Route 224       | 13,00         | 21,00         | US 24 près de Napoleon                                                              | US 24 près de Lexington                                                                          | 1969  |                                                                                       |
| Route 231       | 12.234        | 19.689        | Jeffco Boulevard / US 61 / US 67 à Arnold                                           | River City Casino Boulevard aux limites entre la ville de Saint-Louis et le comté de Saint-Louis | 1964  |                                                                                       |
| Route 240       | 52,00         | 84,00         | US 65 à Marshall                                                                    | US 40 près de Rocheport                                                                          | —     |                                                                                       |
| Route 242       | 2.304         | 3.708         | Route MM à Lake Ozark                                                               | US 54 à Lake Ozark                                                                               | 2011  |                                                                                       |
| Route 245       | 16.833        | 27.090        | US 160 près de Greenfield                                                           | Route 32 près de Fair Play                                                                       | 1970  |                                                                                       |
| Route 246       | 15.002        | 24.143        | Route 148 à Hopkins                                                                 | Route 46 près de Sheridan                                                                        | 1954  |                                                                                       |
| Route 248       | 55,00         | 89,00         | Route 76 / Route 86 / Route 112 à Cassville                                         | US 65 à Branson                                                                                  | —     |                                                                                       |
| Route 249       | 6,16          | 9,92          | I-44 / I-49 / US 71 à Joplin                                                        | I-49 BL / Route 171 à Carterville                                                                | 2002  |                                                                                       |
| Route 254       | 10,25         | 16,49         | Route 83 près de Wheatland                                                          | US 54 à Hermitage                                                                                | —     |                                                                                       |
| Route 265       | 66,00         | 106,00        | US 65 près de Branson                                                               | I-44 / Route 39 à Mount Vernon                                                                   | —     |                                                                                       |
| Route 266       | 16,24         | 26,13         | Route 96 près de Halltown                                                           | I-44 / I-44 BL à Springfield                                                                     | —     | Partie de la US 66                                                                    |
| Route 267       | 4,023         | 6,48          | US 61 / US 67 à Mehlville                                                           | River City Casino Boulevard aux limites entre la ville de Saint-Louis et le comté de Saint-Louis | 1964  |                                                                                       |
| Route 269       | 3,32          | 5,34          | Front Street à Kansas City                                                          | I-35 à Kansas City                                                                               | 1953  |                                                                                       |
| Route 273       | 22,00         | 35,00         | I-29 / US 71 à Tracy                                                                | US 59 à la frontière du Kansas à Winthrop                                                        | —     |                                                                                       |
| Route 291       | 49,43         | 79,55         | I-49 / US 71 à Harrisonville                                                        | I-435 à Kansas City                                                                              | —     |                                                                                       |
| Route 340       | 19,73         | 31,75         | Route 100 à Ellisville                                                              | Ferguson Avenue à University City                                                                | —     |                                                                                       |
| Route 350       | 8,59          | 13,82         | 55th Street à Kansas City                                                           | I-470 / US 50 à Lee's Summit                                                                     | —     |                                                                                       |
| Route 360       | 4,00          | 6,40          | I-44 près de Springfield                                                            | US 60 / Route 413 près des limites entre Springfield et Republic                                 | —     |                                                                                       |
| Route 364       | 21,38         | 34,41         | I-64 / US 40 / US 61 à Lake Saint Louis                                             | I-270 à Maryland Heights                                                                         | —     |                                                                                       |
| Route 366       | 12,00         | 19,31         | Route 30 / Gravois Road à Saint-Louis                                               | I-44 / US 50 à Sunset Hills                                                                      | —     | Partie de la US 66                                                                    |
| Route 367       | 8,96          | 14,42         | I-70 à Saint-Louis                                                                  | US 67 à Spanish Lake                                                                             | —     |                                                                                       |
| Route 370       | 12,96         | 20,85         | I-70 à Saint Peters                                                                 | I-270 à Bridgeton                                                                                | —     |                                                                                       |
| Route 371       | 25,00         | 40,00         | I-29 / Route 273 à Tracy                                                            | I-29 BL à Saint Joseph                                                                           | —     |                                                                                       |
| Route 376       | 1,74          | 2,80          | Route 76 à Branson                                                                  | Route 265 à Branson                                                                              | —     |                                                                                       |
| Route 413       | 48,75         | 78,45         | Route 13 / Route 76 / Route 265 à Reeds Spring                                      | Route 13 à Springfield                                                                           | —     |                                                                                       |
| Route 571       | 4,48          | 7,22          | I-49 / US 71 à Carthage                                                             | I-49 / US 71 / Route 96 / Route 171 à Carthage                                                   | —     |                                                                                       |
| Route 740       | 6,40          | 10,19         | I-70 / US 40 / Route E à Columbia                                                   | Maguire Boulevard à Columbia                                                                     | —     |                                                                                       |
| Route 744       | 11,33         | 18,24         | Aéroport de Springfield-Branson à Springfield                                       | I-44 à Springfield                                                                               | —     | Partie de la US 66                                                                    |
| Route 752       | 3,11          | 5,01          | US 59 / Route U à Saint Joseph                                                      | I-229 à Saint Joseph                                                                             | —     |                                                                                       |
| Route 759       | 2,13          | 3,42          | Southwest Lower Lake Road à Saint Joseph                                            | I-229 / US 59 à Saint Joseph                                                                     | —     |                                                                                       |
| Route 763       | 6,77          | 10,90         | Route 740 à Columbia                                                                | US 63 près de Columbia                                                                           | —     |                                                                                       |
| Route 765       | 2,64          | 4,24          | US 65 à Sedalia                                                                     | US 65 à Sedalia                                                                                  | 1966  |                                                                                       |
| Route 799       | 0,50          | 0,80          | —                                                                                   | —                                                                                                | —     | Désignation non-indiquée du Martin Luther King Bridge à Saint-Louis                   |
|                 |               |               |                                                                                     |                                                                                                  |       |                                                                                       |